# Fawnie Nose
Fawnie Nose är ett berg i Kanada.   Det ligger i provinsen British Columbia, i den centrala delen av landet, 3 600 km väster om huvudstaden Ottawa. Toppen på Fawnie Nose är 1 719 meter över havet, eller 120 meter över den omgivande terrängen. Bredden vid basen är 0,96 km.
Terrängen runt Fawnie Nose är huvudsakligen kuperad. Trakten runt Fawnie Nose är nära nog obefolkad, med mindre än två invånare per kvadratkilometer.. Det finns inga samhällen i närheten.
I omgivningarna runt Fawnie Nose växer i huvudsak barrskog.